# 精思汗
精思汗（Жеңісхан Қасымханұлы ？—？）哈萨克族，新疆阿勒泰人，哈萨克首领。

## 生平
精思汗为哈斯木汗的儿子，是清朝末年阿勒泰地区的哈萨克族首领。1897年，其父哈斯木汗死后，袭爵为公。精思汗在任时期，并无特别的建树。其子艾林郡王、沙里福汗则成为中华民国时期的新疆政坛上的活跃人物。